# Sapho bicolor
Sapho bicolor е вид водно конче от семейство Calopterygidae. Видът не е застрашен от изчезване.

## Разпространение
Разпространен е в Бенин, Габон, Гана, Гвинея, Демократична република Конго, Екваториална Гвинея, Камерун, Кот д'Ивоар, Либерия, Нигерия, Сиера Леоне, Того и Централноафриканска република.